# Rony (football)
 (janvier 2022).
Pour les articles homonymes, voir Rony.
Pour les articles ayant des titres homophones, voir Roni et Ronny.
Ronielson da Silva Barbosa, plus communément appelé Rony, est un footballeur brésilien né le 11 mai 1995 à Magalhães Barata, il joue au poste d'attaquant à l'Atlético Mineiro.

## Biographie
Il fait ses débuts au Clube do Remo le 26 mars 2014, contre São Francisco, lors du championnat Paraense.
En 2015, après avoir remporté le titre de champion de l’État par Remo, il est acheté par Cruzeiro, le 22 avril 2015.
Le 6 janvier 2016, sans avoir joué le moindre match avec l'équipe première de Cruzeiro, il est prêté à Náutico.
À la fin de 2016, il s'expatrie au Japon en s'engageant avec l'Albirex Niigata. Il inscrit sept buts dans le championnat du Japon en 2017 avec cette équipe.
Après son expérience japonaise, il retourne au Brésil pour jouer avec l'Atlético Paranaense.
Avec l'Atlético Paranaense, il remporte la Copa Sudamericana en 2018. Il gagne ensuite la Coupe du Brésil en 2019, en marquant un but en finale face au Sport Club Internacional. 
Fort de ces succès, il s'installe à Palmeiras, où il remporte la Copa Libertadores en 2020. Il se met en évidence en marquant cinq buts lors de cette compétition, notamment un but en demi-finale contre River Plate. Il gagne également la Coupe nationale la même année. Le 28 novembre 2020, il s'illustre en marquant son premier doublé en Serie A, lors de la réception de son ancien club de l'Athletico Paranaense, permettant à son équipe de l'emporter 3-0.
La saison suivante, il remporte à nouveau la Copa Libertadores. Il s'illustre lors de la phase de groupe en marquant trois doublés.

## Palmarès
- Clube do Remo
  - Vainqueur du championnat du Pará en 2014 et 2015

- Atlético Paranaense
  - Vainqueur de la Copa Sudamericana en 2018
  - Finaliste de la Recopa Sudamericana en 2019
  - Vainqueur de la Coupe du Brésil en 2019
  - Finaliste de la Supercoupe du Brésil en 2020
  - Vainqueur du championnat du Paraná en 2018 et 2019
  - Vainqueur de la Coupe Levain en 2019

- Palmeiras
  - Vainqueur de la Copa Libertadores en 2020 et 2021
  - Finaliste de la Recopa Sudamericana en 2021
  - Vainqueur de la Coupe du Brésil en 2020
  - Vainqueur du championnat de São Paulo en 2020
  - Finaliste de la Supercoupe du Brésil en 2021

## Statistiques
| Saison                | Club                  | Championnat           | Championnat | Championnat | Championnat | Coupe nationale | Coupe nationale | Coupe nationale | Coupe de la Ligue | Coupe de la Ligue | Coupe de la Ligue | Supercoupe | Supercoupe | Supercoupe | Compétition(s) continentale(s) | Compétition(s) continentale(s) | Compétition(s) continentale(s) | Compétition(s) continentale(s) | Ligue régionale | Ligue régionale | Ligue régionale | Autres compétitions | Autres compétitions | Autres compétitions | Autres compétitions | Total | Total | Total |
| Saison                | Club                  | Division              | M.          | B.          | P.d.        | M.              | B.              | P.d.            | M.                | B.                | P.d.              | M.         | B.         | P.d.       | Comp.                          | M.                             | B.                             | P.d.                           | M.              | B.              | P.d.            | Comp.               | M.                  | B.                  | P.d.                | M.    | B.    | P.d.  |
| 2014                  | Remo                  | Série D (pt)          | 10          | 3           | 0           | -               | -               | -               | -                 | -                 | -                 | -          | -          | -          | -                              | -                              | -                              | -                              | -               | -               | -               | -                   | -                   | -                   | -                   | 10    | 3     | 0     |
| 2015                  | Remo                  | Série D (pt)          | -           | -           | -           | 2               | 0               | 0               | -                 | -                 | -                 | -          | -          | -          | -                              | -                              | -                              | -                              | 4               | 0               | 0               | CVe (pt)            | 5                   | 2                   | 0                   | 11    | 2     | 0     |
| Sous-total            | Sous-total            | Sous-total            | 10          | 3           | 0           | 2               | 0               | 0               | -                 | -                 | -                 | -          | -          | -          | -                              | -                              | -                              | -                              | 4               | 0               | 0               | -                   | 5                   | 2                   | 0                   | 21    | 5     | 0     |
| 2016                  | Náutico (prêt)        | Série B               | 35          | 11          | 5           | 2               | 0               | 0               | -                 | -                 | -                 | -          | -          | -          | -                              | -                              | -                              | -                              | 14              | 3               | 0               | -                   | -                   | -                   | -                   | 51    | 14    | 5     |
| 2017                  | Albirex Niigata       | J1 League             | 32          | 7           | 6           | 2               | 1               | 0               | 2                 | 0                 | 0                 | -          | -          | -          | -                              | -                              | -                              | -                              | -               | -               | -               | -                   | -                   | -                   | -                   | 36    | 8     | 6     |
| 2018                  | Athletico Paranaense  | Série A               | 15          | 3           | 1           | -               | -               | -               | -                 | -                 | -                 | -          | -          | -          | CS                             | 8                              | 1                              | 0                              | -               | -               | -               | -                   | -                   | -                   | -                   | 23    | 4     | 1     |
| 2019                  | Athletico Paranaense  | Série A               | 30          | 6           | 8           | 8               | 2               | 1               | -                 | -                 | -                 | -          | -          | -          | RS+CL                          | 2+8                            | 0+0                            | 1+1                            | -               | -               | -               | CLe                 | 1                   | 1                   | 0                   | 49    | 9     | 11    |
| 2020                  | Athletico Paranaense  | Série A               | -           | -           | -           | -               | -               | -               | -                 | -                 | -                 | 1          | 0          | 0          | CL                             | -                              | -                              | -                              | -               | -               | -               | -                   | -                   | -                   | -                   | 1     | 0     | 0     |
| Sous-total            | Sous-total            | Sous-total            | 45          | 9           | 9           | 8               | 2               | 1               | -                 | -                 | -                 | 1          | 0          | 0          | -                              | 18                             | 1                              | 2                              | -               | -               | -               | -                   | 1                   | 1                   | 0                   | 73    | 13    | 12    |
| 2020                  | Palmeiras             | Série A               | 23          | 5           | 1           | 7               | 1               | 1               | -                 | -                 | -                 | -          | -          | -          | CL                             | 11                             | 5                              | 8                              | 9               | 0               | 0               | CDM                 | 2                   | 0                   | 0                   | 52    | 11    | 10    |
| 2021                  | Palmeiras             | Série A               | 25          | 4           | 1           | 2               | 0               | 0               | -                 | -                 | -                 | 1          | 0          | 0          | RS+CL                          | 2+10                           | 1+6                            | 0+1                            | 6               | 1               | 1               | CDM                 | 2                   | 0                   | 0                   | 48    | 12    | 3     |
| 2022                  | Palmeiras             | Série A               | 33          | 12          | 3           | 3               | 0               | 0               | -                 | -                 | -                 | -          | -          | -          | RS+CL                          | 2+10                           | 0+7                            | 0+1                            | 13              | 4               | 2               | -                   | -                   | -                   | -                   | 61    | 23    | 6     |
| 2023                  | Palmeiras             | Série A               | 11          | 2           | 0           | 3               | 0               | 0               | -                 | -                 | -                 | 1          | 0          | 0          | CL                             | 4                              | 2                              | 3                              | 13              | 6               | 3               | -                   | -                   | -                   | -                   | 32    | 10    | 6     |
| Sous-total            | Sous-total            | Sous-total            | 92          | 23          | 5           | 15              | 1               | 1               | -                 | -                 | -                 | 2          | 0          | 0          | -                              | 39                             | 21                             | 13                             | 41              | 11              | 6               | -                   | 4                   | 0                   | 0                   | 193   | 56    | 25    |
| Total sur la carrière | Total sur la carrière | Total sur la carrière | 214         | 53          | 25          | 27              | 4               | 2               | 2                 | 0                 | 0                 | 3          | 0          | 0          | -                              | 57                             | 22                             | 15                             | 59              | 14              | 6               | -                   | 10                  | 2                   | 0                   | 372   | 95    | 48    |